# Santa Maria do Tocantins
Santa Maria do Tocantins est une municipalité brésilienne située dans l'État du Tocantins.